# José Guillermo Cortines
José Guillermo Cortines, właściwie José Guillermo Cortines Domínguez (ur. 5 grudnia 1973 w Santo Domingo) – dominikański aktor filmowy i telewizyjny, piosenkarz i prezenter telewizyjny.

## Życiorys
Studiował w Colegio San Judas Tadeo w Santo Domingo i "Centro de Enseñanza El Buen Pastor". W 1996r. ukończył Universidad Nacional Pedro Henríquez Ureña (UNPHU) na kierunu projektowania graficznego i reklamy. Uczył się śpiewu pod kierunkiem Franka Ceary, Maríi Remolá i Nadii Niccoli.
Zaczynał swoją karierę artystyczną od gry na gitarze w zespołach rockowych. Na początku lat 90. podjął pracę w telewizji jako gospodarz programów, takich jak "Sin la Muela en Vivo" nadawanym przez Mango TV, "Cocoloco Internacional", "Boulevard 37" i "Bureo Café".
W telenoweli Twarz Analiji (El rostro de Analía, 2008) pojawił się jako Mauricio (Mauri) Montiel, starszy brat Daniela (Martín Karpan). W telenoweli Corazón Valiente (2012) grał protagonistę Juana Marcosa Arroyo, męża Isabel (Sonya Smith), ojca Genesis (Briggitte Bozzo), zakochanego w Angeli (Adriana Fonseca).

## Wybrana filmografia

### Filmy fabularne
- 2005: Święto kozła (La Fiesta del chivo) jako Octavio De la Maza
- 2006: Viajeros jako Adwokat
- 2013: Ponchao jako Fernando

### Seriale TV
- 2006: Trópico jako Juan Pablo Guzman
- 2007: Rosa Bella
- 2008: Twarz Analiji (El rostro de Analía) jako Mauricio (Mauri) Montiel
- 2009–2010: Diabeł wie lepiej (Más Sabe el Diablo) jako Osvaldo Guerra
- 2010: Sacrificio de mujer jako Marcos Castillo
- 2010–2011: Eva Luna jako Bruno Lombardi
- 2011–2012: Corazón apasionado jako Marcos Pérez
- 2012: El Rostro de la Venganza jako Alex Maldonado
- 2012: Mía Mundo jako Ryan Belt
- 2012: Corazón Valiente jako Juan Marcos Arroyo
- 2012–2013: El Rostro de la Venganza jako Alex Maldonado
- 2013–2014: Marido en alquiler jako Máximo Durán